# Platin(IV)-oxid
Platin(IV)-oxid, auch als Platindioxid bezeichnet, ist eine chemische Verbindung der Elemente Platin und Sauerstoff. Es ist ein schwarzer Feststoff, und zerfällt bei 450 °C in Platin(II)-oxid.
Wegen der Verwendung als Katalysator in der organischen Chemie wird es auch als Adams-Katalysator bezeichnet, nach Roger Adams.

## Gewinnung und Darstellung
Platindioxid fällt, je nach den Versuchsbedingungen, als dunkelbrauner hydratwasserhaltiger PtO2·H2O oder als schwarzer kristalliner Feststoff PtO2 an. Als Ausgangssubstanz für die Darstellung dient die Hexachloridoplatinsäure H2[PtCl6] oder Ammoniumhexachloridoplatinat(IV) (NH4)2[PtCl6]. Diese Substanzen werden in einer Natriumnitratschmelze zum gewünschten Produkt umgesetzt:
{\displaystyle \mathrm {H_{2}PtCl_{6}+6\ NaNO_{3}\longrightarrow \ PtO_{2}+4\ NO_{2}+6\ NaCl+2\ HNO_{3}} }

## Eigenschaften

### Physikalische Eigenschaften
Platindioxid kristallisiert im trigonalen Kristallsystem mit der Raumgruppe P3m1 (Raumgruppen-Nr. 164) und den Gitterparametern a = 310,0 pm und c = 414,0 pm (2H-Typ der CdI2-Struktur), in der Elementarzelle befindet sich eine Formeleinheit. Eine β-Form von Platindioxid hat eine orthorhombische Kristallstruktur vom CaCl2-Typ, welche dem tetragonalem Rutil-Typ nahesteht (siehe Abbildung; Raumgruppe Pnnm (Nr. 58)).

### Chemische Eigenschaften
Beim Erhitzen gibt Platindioxid Sauerstoff ab und geht bei 450 °C in Platinmonoxid über, das wiederum bei 950 °C in die Elemente zerfällt.
{\displaystyle \mathrm {2\ PtO_{2}\ \ {\xrightarrow[{-O_{2}}]{450^{\circ }C}}\ \ 2\ PtO\ \ {\xrightarrow[{-O_{2}}]{950^{\circ }C}}\ \ 2\ Pt} }

## Verwendung
Platindioxid-Hydrat wird als Hydrierkatalysator verwendet.